# Лијувилова теорема (комплексна анализа)
Лијувилова теорема је теорема из области комплексне анализе. Она гласи: ако је функција {\displaystyle f} холоморфна над цијелим скупом комплексних бројева ({\displaystyle f\in H(\mathbb {C} )} и ограничена, тада је она идентички константа, тј. {\displaystyle f\equiv const}.

## Доказ
Нека је {\displaystyle K_{R}=\{z||z-0|<R\}} круг са полупречником {\displaystyle R} и центром у нули. Како је функција холоморфна у {\displaystyle \mathbb {C} }, она је холоморфна и унутар {\displaystyle K_{R}}, па можемо да је развијемо у Тејлоров ред:
{\displaystyle f(z)=\sum _{n=0}^{\infty }a_{n}(z-0)^{n},\forall z\in K_{R}}
{\displaystyle a_{n}={\frac {1}{2\pi {\rm {i}}}}\int _{|\xi -0|=R}{\frac {f(\xi )}{(\xi -0)^{n+1}}}}
Како је {\displaystyle f} ограничена, онда постоји {\displaystyle M>0} тако да је {\displaystyle |f(z)|\leq M,\forall z\in \mathbb {C} }. Зато важе Кошијеве неједнакости:
{\displaystyle |a_{n}|\leq {\frac {M}{R^{n}}}}.
Одатле:
{\displaystyle n\neq 0:{\frac {M}{R^{n}}}\rightarrow 0,R\rightarrow \infty \Rightarrow |a_{n}|\rightarrow 0}. (пустили смо да {\displaystyle R\rightarrow \infty } јер ће једначина бити иста за ма колико велико {\displaystyle R}).
{\displaystyle n=0:{\frac {M}{R^{n}}}={\frac {M}{R^{0}}}={\frac {M}{1}}=M\not \rightarrow 0}
Пошто су сви коефицијенти у Тејлоровом развоју једнаки нули, осим коефицијента {\displaystyle a_{0}}, слиједи да је:
{\displaystyle f(z)=a_{0}\Rightarrow f(z)\equiv const}.